# 亨特·拜登
罗伯特·亨特·拜登（英語：Beau Biden，1970年2月4日—），是美国律師、说客、畫家，是第46任美國總統乔·拜登的次子。2014年到2019年，亨特担任乌克兰最大天然气供应商布利斯玛股份有限公司的董事。2019年，美国总统唐纳德·特朗普指控乔·拜登要求乌克兰解雇一位据称在调查亨特·拜登的总检察长，但亨特并未被调查，也没有证据显示他在乌克兰有不端行为，这件事最终使特朗普被指控涉及向乌克兰政府施压以调查拜登家族，因而受到弹劾调查並被眾議院彈劾。然而亨特仍捲入其他案件。2024年12月，他獲其父親喬·拜登特赦。

## 早年
1970年2月4日，亨特·拜登在特拉华州威尔明顿出生，是内莉亚·拜登（Neilia Biden，娘家姓亨特）和乔·拜登，也就是后来的特拉华州参议员（1973-2009）和副总统（2009-2017）以及總統（2021-今）的兒子。1972年12月18日，亨特的母亲和妹妹娜奥米（Naomi）因车祸丧生，哥哥博和他也身负重伤。后来，乔·拜登在两个儿子的鼓励下，于1977年与吉尔·拜登结婚。亨特同父异母的妹妹阿什莉·拜登于1981年出生。
亨特随父亲和哥哥在特拉华州克莱蒙特的天主教高中阿奇米尔学院上学。1992年，从乔治城大学历史系毕业。一年后，在俄勒冈州波特兰的一所教堂担任义务耶稣会会士，也就在那里，他结识了后来的妻子克瑟琳·布勒（Kathleen Buhle）。一年后，亨特到乔治城大学法律中心攻读硕士学位，后来转到耶鲁法学院，并于1996年毕业。
毕业后，亨特到大型银行控股公司MBNA供职，这家公司后来是他父亲政治竞选活动的最大献金者。1998年，亨特升任银行执行副总裁。1998年到2001年，担任美国商务部电子商务政策专员。2001年起成为政治说客，成立Oldaker, Biden & Belair顾问机构。《纽约客》的亚当·恩图斯（Adam Entous）表示，亨特和父亲建立了一种关系，那就是“拜登不会问亨特的游说客户，亨特也不会跟父亲透露客户的情况”。2006年，亨特和叔父詹姆斯·拜登（James Biden，喬·拜登胞弟）计划买下对冲基金集团Paradigm，然而交易在即将达成之前意外破裂。也就是在那年，亨特获总统乔治·W·布什任命为美国国家铁路客运公司副董事长。
父亲2008年当选副总统后，亨特离开美铁，重新投入说客行列。他和约翰·克里的继子克里斯托弗·海因茨（Christopher）及德文·亚彻（Devon Archer）成立投资机构罗斯蒙特·塞内卡投资公司（Rosemont Seneca）。他也是波伊·希勒·弗莱克斯纳律师事务所律师，还成立了风险投资公司Eudora Global。
2013年5月，亨特参加美国海军预备役，成为兼職的公共事務部門官员。父亲在白宫给他主持私下的任免宣誓仪式。他曾两次获得豁免，一次是因为超過年龄限制（申請美國海軍的年齡上限為35歲），另一次是因为之前有吸毒的历史。
數個月後，亨特在尿液检测中呈现可卡因阳性反应，在2014年2月退役。亨特表示，他是因为抽烟误食了可卡因，认为这款香烟掺入了可卡因的成分。不过，亨特没有提出上诉，认为专家人员了解到他有吸毒的历史，不太可能相信他的解释。他认为相关的消息最终有可能被媒体公布，结果海军的一位不透露名字的官员将消息透露给了《华尔街日报》。

## 投身商业
2013年，亨特、德文·亚彻和中国商人李祥生在上海成立渤海华美，负责跨境并购投资。2013年12月，亨特陪同身為美國副總統的父親訪問中國。2019年9月，特朗普误称亨特“带着15亿美元的资金逃往美国”，并从渤海华美的交易中的获利“数百万”美元。特朗普还指控亨特在乌克兰渎职。他公开呼吁中国调查亨特在父亲担任副总统期间的业务往来。2019年10月13日，亨特宣布辞任渤海华美董事，月底生效，同时指责特朗普“无中生有”。亨特律师乔治·梅斯（George Mesires）表示，亨特“未获得渤海华美董事会的补偿”，他在渤海的股份也未获得任何分红。律师表示，渤海华美已从“各种来源获得了总额为3000万人民币（约合420万美元，而非15亿美元）的资本”。
2020年12月9日，亨特·拜登表示特拉华州的联邦检察官办公室正在调查他的税务问题。

### 中華人民共和國企業
中国商人叶简明的公司華信能源曾在亨特的帮助下，拿下美国路易斯安那州猴岛一个价值4000万美元的液化石油气投资项目。作为回报，叶简明给了亨特一枚2.8克拉的大钻石，亨特婉拒了。后来，叶简明的副手何志平因涉嫌洗钱被美国调查，亨特担任他的律师，不过何志平最终因贿赂罪罪名成立，被判三年监禁。2018年，叶简明涉嫌贪污在中国被捕后，猴岛的项目无疾而终。

### 烏克蘭相關
2014年乌克兰革命后，商人尼古拉·泽罗切斯夫基面临洗钱调查，而他的公司、乌克兰最大的天然气供应商布利斯玛控股宣布组建“全球知名的董事会”。德文·亚彻和亨特·拜登有意加入，但他们的生意伙伴克里斯·亨氏反对，认为有损声誉。最终，2014年4月，亨特、亚彻和前波兰总统亚历山大·克瓦希涅夫斯基加入董事会。亨特担任董事直到2019年4月，期间部分月的工资高达5万美元。由于副总统喬拜登是美国对乌克兰外交政策的关键人物，乌克兰的部分反腐人士乃至奥巴马政府官员都担心亨特加入董事会可能会造成利益冲突，破坏拜登副总统在乌克兰开展的反腐败工作。乔·拜登是副总统时，曾和其他西方国家的领导人鼓励乌克兰政府开除被批评阻挠反腐调查的最高检察官维克多·肖金。2016年3月，乌克兰最高拉达投票决定撤销肖金职位。
2019年，特朗普总统及个人律师鲁迪·朱利安尼（Rudy Giuliani）声称前副总统拜登实际上要求解雇肖金，从而保护他的儿子和布利斯玛公司。然而，并没有证据证明这件事有发生过，亨特在乌克兰的不当行为也不能被证明。乌克兰的反腐调查机构表示，对布利斯玛的调查仅限于2010年到2012年，亨特·拜登入职的2014年不在范围内。肖金表示，自己是因为调查布利斯玛异常积极而被解雇，但美国和乌克兰表示肖金遭解聘时，布利斯玛案的调查已经终止。乌克兰方面坚持肖金是因为反贪不力被解雇。乌克兰检察总长尤里·卢琴科表示亨特没有违反乌克兰法律。鲁斯兰·里亚博沙普卡接任检察长后，卢森科和里亚博沙普卡均表示亨特没有不当行为。
2019年7月，特朗普和乌克兰总统弗拉基米尔·泽连斯基通电话，要求泽连斯基启动对拜登家族的调查，特朗普在通话不久前下令把3.91亿美元的军事援助给冻结了。特朗普跟泽连斯基表示“拜登正到处吹嘘自己阻止了对儿子的起诉”，然而拜登并未阻止起诉，也没有拿此事炫耀，没有证据表明他的儿子被调查。2019年9月24日，美国众议院正式以特朗普试图利用对乌克兰的援助破坏乔·拜登2020年美国总统选举竞选活动，展开正式的弹劾调查。
2019年至2020年，共和党参议员羅恩·詹森和查克·葛雷斯利秘密调查拜登与布利斯玛的关系，以及民主党人与乌克兰政府勾结干预2016年大选的指控。参议院情报委员会主席、共和党参议员理查·波爾对两位参议员的举动表示担忧，认为他们发起的询问会助推俄罗斯情报部门散播假信息，干扰美国内政。美方情报官员于2019年末向两位参议员简要介绍俄罗斯为构陷乌克兰干预2016年大选所做的工作。詹森表示将于2020年春，也就是民主党选拔2020年总统候选人时发布调查结果，然而2020年5月拜登明确会成为民主党候选人后，特朗普下令加大调查力度。特朗普在推特转发了一篇针对调查的新闻报道，之后表示他竞逐连任的竞选活动会以拜登家族的贪腐指控为主轴。2020年3月，詹森决定不向朱利安尼的同伙、前乌克兰官员安德里·特里仁科（Andrii Telizhenko）发出传票。特里仁科曾亮相亲特朗普有线电视频道一个美国新闻网，之前联邦调查局认为他可能一直在散播俄罗斯的假消息。有线电视新闻网报道指，乌克兰杂志《敖德萨评论》编辑弗拉迪斯拉夫·戴维宗（Vladislav Davidzon）曾表示，特里仁科于2018年让他出钱游说共和党参议员，支持乌克兰的亲俄电视台。
2020年6月，前乌克兰检察总长鲁斯兰·里亚博沙普卡表示，经过对他在2019年10月下令寻找的上千份旧案宗的调查，亨特·拜登无任何不当行为。在2019年7月与特朗普的通话中被要求调查亨特·拜登时，泽连斯基表示里亚博沙普卡“100%是我的人”。
2020年5月，乌克兰律师安德里·德卡赫发表了据称是乔·拜登与时任乌克兰总统彼得·波罗申科通电话的录音，波罗申科在亨特·拜登供职于布利斯玛时出任总统。录音真实性未经确认，且有严重的编辑痕迹。其中拜登将给乌克兰的贷款担保与该国检察长的下台联系起来。录音没有提供证据，支持拜登希望解雇检察官以保护他的儿子的阴谋论。2020年6月，波罗申科否认乔·拜登就布利斯玛的事宜接触过他。
2020年6月14日，福斯新闻网发表题为《被拦截的有關阻止乌克兰对布利斯玛创始人的调查的大规模贿赂》（"Massive bribe to stop Ukraine probe of Burisma founder intercepted"）的报道。文章开头是一篇尤为显眼，时长近3分钟的视频，介绍了拜登家族的所谓丑闻，字幕写着“看懂亨特·拜登丑闻”（"Hunter Biden scandals explained"）。然而报道的第三段却表示贿赂指控与亨特·拜登无关，而是与挪用国有货币给银行的案件有关。
2020年10月，纽约邮报因报道亨特·拜登在乌克兰的商业活动而被推特暂时禁言。2022年12月2日，马斯克向公众披露推特曾为亨特·拜登删帖。之後包括特朗普、凯文·麦卡锡、兰德·保罗和乔什·霍利在内的多名共和党人批評推特与拜登政府成员进行勾结限流有关亨特丑闻的行为。

## 电邮門事件
2019年4月12日，一名年近50歲的男人帶同三台入水受損的蘋果筆記本電腦來到特拉華州一間電腦維修店。店主判斷其中一臺已無法救回，另一臺鍵盤損壞，而第三臺則可以修復。該人留下該台貼有「博·拜登基金會」貼紙的電腦在該店進行數據恢復。在店主詢問客人姓名時，該人自稱亨特·拜登，並留下聯絡方法，但店主事後表示他「不能100%確定」該人就是亨特·拜登。店主成功恢復數據後，客人按店主要求帶同一個外置硬碟來到該店，以便把數據抄到硬碟上。其後該人未有到該店取回電腦或硬碟，也沒有支付服務費，店主多次嘗試聯絡客人不成功。
2019年8月，店主在得知特朗普與烏克蘭總統談及拜登父子和布利斯瑪的新聞後，在客人的電腦以「布利斯瑪」一詞搜尋，找到了一些東西。2019年12月，特朗普彈劾案已經變成大新聞，店主覺得該電腦或者有一些有用的材料，決定聯絡聯邦調查局。聯邦調查局於2019年12月取走該筆記本電腦和硬碟。店主在交出電腦和硬碟前複製了硬碟內容，後來把一份複製本交給前纽约市长鲁迪·朱利安尼的律師。2020年9月，斯蒂芬·班農向《紐約郵報》透露該硬碟的存在。2020年10月11日，朱利安尼向《紐約郵報》提供一份該硬碟的複製本。10月14日，《紐約郵報》發表報導，宣稱該筆記本電腦藏有亨特·拜登的電郵記錄。《纽约邮报》根据硬碟內的电邮記錄等資料報導喬·拜登擔任美國副總統時，亨特·拜登曾向其父親喬·拜登推薦一名來自於布利斯玛的高管，以及亨特·拜登一边吸毒，一边与一位女性从事性事的视频和其它性爱内容的照片。此信息遭到推特和脸书平台封杀。它们在各自的平台上以这篇报导“消息不实”为由，停用了大量转发这一报道链接的账号，包括《纽约邮报》的评论栏编辑阿哈马里（Sohrab Ahmari）一度发不出自己撰写的文章链接，甚至连白宫发言人麦肯内妮（Kayleigh McEnany）的个人账号也都被直接暂停使用。此封杀事件被公众质疑为针对性的言论审查。《纽约邮报》的推特帳戶直至10月30日才解封。10月15日，《纽约邮报》又指亨特·拜登与中国大陸公司存在联系。
據媒體報導，該維修店的店主是特朗普的支持者，他在恢復數據時看到那些檔案後擔憂自己的人身安全，於是複製硬碟內容以保護自己。
10月21日，亨特·拜登前商業合作夥伴東尼·鮑布林斯基（Tony Bobulinski）發表聲明，宣稱《紐約郵報》提到的一封於2017年5月13日寄給他而副本收件人之一是亨特的電郵是真實的，他確認該電郵提到的「大人物」是喬·拜登。

## 畫作
紐約一間畫廊準備在2021年秋天拍賣亨特·拜登的畫作，預期每幅作品可以賣得75,000至500,000美元。畫廊商人阿塞韋多（Alex Acevedo）表示亨特的部分作品有可能賣得每幅超過100萬美元。然而馬里蘭藝術學院教授Jeffry Cudlin認為亨特的作品每幅只值850至3,000美元。密歇根大學藝術史系教授Joan Kee質疑亨特以高價賣畫有可能構成利益衝突。2021年10月《紐約郵報》稱亨特作品有至少5幅版畫以每幅75,000美元的價格售出。

## 个人生活
1993年，亨特与凯瑟琳·布勒结婚，两人育有三个女兒娜奥米（Naomi）、芬尼根（Finnegan）和梅西（Maisy）。后来，两人于2015年分居，2017年正式离婚。2016年，亨特便与哥哥博·拜登的遗孀哈莉·拜登（Hallie Biden）约会，两人关系最终于2019年初结束。2019年5月，亨特与南非电影制作人梅丽莎·科恩（Melissa Cohen）结婚, 兩人的兒子博（Beau）於2020年3月出生。
亨特有数十年的酗酒和吸毒经历。

### 法律指控
2023年6月20日，亨特·拜登与美國司法部达成协议，就三项联邦税收和枪支指控承认有罪。美國司法部要求亨特·拜登在两年内保持戒毒状态，并同意永不再拥有枪支。7月26日，在一名联邦法官质疑他的律师与检察官达成的协议条款并予以拒绝后，亨特·拜登随后改变态度并提出无罪抗辩。8月11日，美国司法部长任命特别检察官继续对亨特‧拜登提起诉讼。
2023年9月14日，亨特·拜登在特拉華州因三項聯邦槍支相關指控被正式起訴，包括兩項在槍支申請表上做出虛假陳述，一項指控禁止持有槍支。
2023年12月7日，亨特·拜登因涉嫌在2016年至2019年期間未能繳納140萬美元的稅收而被起訴，包括3項重罪和6項輕罪。
2024年6月11日。美国一个联邦法院的陪审团裁定亨特·拜登犯有向联邦许可的枪支经销商撒谎、在申请表上谎称自己不是吸毒者以及非法持有枪支11天等三项罪。
2024年9月5日，亨特·拜登对联邦税务指控认罪。

### 獲特赦
2024年12月1日，總統喬·拜登宣佈決定特赦其兒子亨特，該決策的效力涵蓋了2014年至2024年，他認為「顯然亨特受到了不同的對待」，並稱針對亨特的指控是政治對手煽動他人反對其參選而提出的，且質疑政治對手對司法部制定認罪協議的程序施加政治壓力，希望美國人能理解為何作為父親和總統會做出這個決定。

## 外部連結
- World Food Program USA: The Philippines and honoring Bob Dole (video) （页面存档备份，存于）
- C-SPAN內的頁面（英文）
- 2019年5月《紐約時報》揭露亨特·拜登的秘密Archive.today的存檔，存档日期2019-05-04